# Brunnhartshausen
Brunnhartshausen is een plaats en voormalige gemeente in de Duitse deelstaat Thüringen, en maakt deel uit van de Wartburgkreis.
Brunnhartshausen telt  inwoners.
De gemeente maakte deel uit van de Verwaltungsgemeinschaft Dermbach tot deze op 1 januari werd opgeheven en Brunnhartshausen werd opgenomen in de gemeente Dermbach.
Bernshausen · Brunnhartshausen · Dermbach · Diedorf · Föhlritz · Glattbach · Gehaus · Hartschwinden · Hohenwart · Lindenau · Lindigshof · Mebritz · Menzengraben · Neidhartshausen · Oberalba · Stadtlengsfeld · Steinberg · Unteralba · Urnshausen · Zella/Rhön